# 예나는 동물탐정
《예나는 동물탐정》은 유튜브에서 송출되는 대한민국의 웹예능이다. 스튜디오 와플에서 제작하고, 최예나가 출연·진행한다.
《예나는 동물탐정》은 2021년 8월 17일 파일럿 에피소드로 생방송이 진행되었으며, 8월 24일 첫 에피소드가 공개되어 12월 7일 16부를 마지막으로 시즌 1이 종료되었다.

## 시놉시스
《예나는 동물탐정》은 출연자 최예나 등이 일명 '동물탐정'이 되어 시청자 등으로부터 받은 미션을 수행하며 각 에피소드 주제 동물에 대한 호기심을 풀어나가는 방식으로 진행된다. 각 회차마다 게스트는 '보조탐정'이라 부르며 미션을 함께 수행한다.

## 에피소드 목록
다음은 《예나는 동물탐정》의 역대 에피소드 일람이다.
본 프로그램은 질병관리청 방역 지침에 따라, 코로나19 범유행과 관련해 출연진, 스태프 관계자들의 개인 위생수칙을 준수합니다.
| 회차   | 방영일           | 제목                                                             | 게스트 | 비고            |
| ------ | ---------------- | ---------------------------------------------------------------- | ------ | --------------- |
| 파일럿 | 2021년 8월 17일  | 내 이름은 최예나, 동물탐정이죠                                   | 이용진 | 생방송          |
| 1      | 2021년 8월 24일  | 월클 동물탐정 예나네 강아지는 TV속 주인을 알아볼까?              | 최성민 | ―               |
| 2      | 2021년 8월 31일  | 호랑이는 츄르를 좋아할까?                                        |        | 호랑이          |
| 3      | 2021년 9월 7일   | 알파카는 웃는 얼굴에도 침을 뱉을까?                              | 조유리 | 알파카          |
| 4      | 2021년 9월 14일  | 수달은 정말 미식가일까?                                          |        | 수달            |
| 5      | 2021년 9월 21일  | 고양이는 송편을 먹을까?                                          |        | 고양이          |
| 6      | 2021년 9월 28일  | 고급 외제차보다 몸값 높은 파충류가 있다고!?                      | 최성민 | 파충류          |
| 7      | 2021년 10월 5일  | 곰 만한 개 VS 유튜버 웅이 누가 더 많이 먹을까?                   |        | 개              |
| 8      | 2021년 10월 12일 | 돼지가 뽑아준 복권은 당첨이 될까?                                | 권은비 | 돼지            |
| 9      | 2021년 10월 19일 | 퍼포먼스 맛집에서 귀하디 귀하다는 앵무새 비행쑈 보고 울어버려따  | 최유정 | 조류            |
| 10     | 2021년 10월 26일 | 핵인싸 동물들과 하루만에 절친 도전?!                             | 시현   | 미어캣          |
| 11     | 2021년 11월 2일  | (LIVE) 드디어 만났다                                             | 조유리 | 생방송 특별편   |
| 12     | 20211년 11월 9일 | 백수의 왕 사자 우리에 들어간 탐정남매?!                          | 최성민 | 사자 호랑이     |
| 13     | 2021년 11월 16일 | 한달에 300만원 순삭하는 아쿠아리움 대식가 찾기                   | 최성민 | 어류            |
| 14     | 2021년 11월 23일 | 고생 끝에 곤충온다!?                                             | 황제성 | 곤충            |
| 15     | 2021년 11월 30일 | 경주마는 경주가 끝나면 OOO 된다고?                               | 재재   | 말              |
| 16     | 2021년 12월 7일  | 추리보다 해명이 시급한 보조탐정 민주 드디어 동물탐정에 왔습니다! | 김민주 | 늑대            |
| 스페셜 | 2021년 12월 14일 | 예나는 동물탐정 이대로 보낼 수 없어                              | 조유리 | 11화 하이라이트 |

## 시리즈 일람
| 시즌 | 횟수   | 방송 기간                         |
| ---- | ------ | --------------------------------- |
| 1    | 16부작 | 2021년 8월 24일 ~ 2021년 12월 7일 |

## 여담
출연자인 최예나는 오리라는 별명이 있다CP는 모두의 주방을 연출한 박상혁 PD이다. PD가 IZ*ONE으로 유명해서인지 BGM으로 IZ*ONE의 노래를 자주 사용한다. IZ*ONE 멤버로 최예나와 같은 팀에서 활동한 조유리, 권은비, 김민주가 보조 탐정으로 출연하였고, 야부키 나코가 전화 연결로 출연하였으며 이 중 조유리와 김민주는 나코처럼 전화 연결로 출연하기도 했다. 최예나의 친오빠인 최성민이 최다 보조 탐정으로 출연하고 있다. 여기서 그의 역할은 게스트를 빙자한 사실상의 빌런으로, 출연 회차 때마다 동생의 아이돌 모드를 자주 풀리게 만드는 데다가 둘이서 재미있는 케미를 보여주면서 방송을 이끌어가고 있다. 제작진 모두가 예나 놀리기에 진심이다.첫 화가 방영되기 전부터 스튜디오와플의 프로그램 중 가장 많은 기사를 배출했다. 김민주의 별명인 사막여우에 대해 똘망똘망한 눈과 쫑긋한 귀라며 싱크로율 100%라고 인정받았다.

## 같이 보기
- 지켜츄
- 여고추리반
- 와썹맨
- 혬챈율의 칫힝트립